# Le Dernier Jour de l'été (film)
Pour les articles homonymes, voir Le Dernier Jour de l'été.
Pour plus de détails, voir Fiche technique et Distribution.
Le Dernier Jour de l'été (Ostatni dzień lata) est un film polonais de Tadeusz Konwicki sorti en 1958.

## Synopsis
Un homme et une femme se rencontrent sur une plage de la mer Baltique.

## Fiche technique
- Titre original : Ostatni dzień lata
- Titre français : Le Dernier Jour de l'été
- Réalisation et scénario : Tadeusz Konwicki
- Photographie : Jan Laskowski
- Montage : Wiesława Otocka
- Musique : Adam Pawlikowski
- Société de production : Zespól Filmowy Kadr
- Pays d'origine :  Pologne
- Langue : polonais
- Format : Noir et blanc - 35 mm - 1,37:1 - Mono
- Genre : drame romantique
- Durée : 66 minutes
- Date de sortie :
  - Pologne : 4 août 1958

## Distribution
- Irena Laskowska : elle
- Jan Machulski : lui

## Distinctions

### Récompenses
- Mostra de Venise 1958 : Grand prix du Festival